# Pentoxifil·lina
La pentoxifil·lina és un derivat de la xantina usat en la mitigació de la claudicació intermitent en individus amb malaltia vascular perifèrica.
A Espanya es presenta com a EFG i amb els noms comercials de Elorgan i Hemovas.
És un inhibidor de la fosfodiesterasa. Actua disminuint la viscositat sanguínia, millorant la flexibilitat dels eritròcits, i augmentant el flux de la microcirculació i la concentració d'oxigen en els teixits. L'efecte seria moderat i cal valorar individualment (si resulta eficaç en un determinat pacient).